# Theo Evan
Evángelosz Teodoru (görögül: Ευάγγελος Θεοδώρου; a nemzetközi szaksajtóban Evangelos Theodorou; művésznevén: Theo Evan, Nicosia, 1997. november 26. – ) ciprusi énekes, dalszerző, táncos és színész. Ő képviselte Ciprust a 2025-ös Eurovíziós Dalfesztiválon Bázelben, Shh című dalával.

## Pályafutása
Hét éves kora óta énekel és táncol, tinédzser kora óta dalokat szerez. Miután elvégezte a nicosiai angol iskolát, Theo Evan az Egyesült Államokba költözött, hogy zenét és előadóművészetet tanuljon a nemzetközileg elismert Berklee College of Music-ban, Bostonban.
Az HBO Eufória című sorozatában statisztaként szerepelt. Első dala, a The Wall 2021-ben jelent meg, melyet ennek a cappella változata követett.
2024. szeptember 2-án az Ciprusi Műsorszolgáltató Társaság bejelentette, hogy az énekes képviseli Ciprust a 2025-ös Eurovíziós Dalfesztiválon Bázelben. Érdekesség, hogy ő volt az első hivatalosan bejelentett előadó ebben az évben. Shh című versenydalát 2025. március 11-én mutatták be. A dalfesztivál május 13-án rendezett első elődöntőjében a tizenegyedik helyen végzett, így nem jutott tovább a döntőbe.

## Diszkográfia

### Kislemezek
- The Wall (2021)
- So Cold (2022)
- Burn Us Down (2022)
- Save Me From Myself (2023)
- Dark Side (2023)
- The Cost of Losing You (2024)
- Fading Dreams (2024)
- Shh (2025)
- Diafanis (2025, Demyvel közösen)
- Don’t Kill My Summer (2025)